# Hibernal

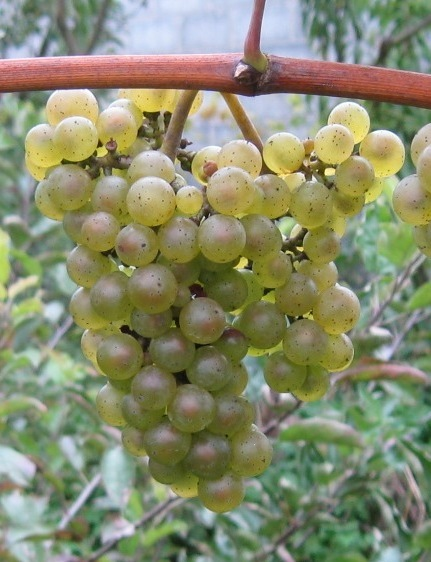
Hrozen odrůdy Hibernal

Hibernal (zkratka Hi) je středně pozdní až pozdní, interspecifická moštová odrůda révy (též hybridní odrůda, mezidruhové křížení, PiWi odrůda), určená k výrobě bílých vín, která byla vyšlechtěna roku 1944 v Německu, kříženec odrůd Seibel 7053 (Chancellor) a Ryzlink rýnský.
Seibel 7053 (Chancellor) je interspecifická odrůda z dílny známého francouzského šlechtitele-hybridisty Alberta Seibela z počátku 19. století. Odrůda byla do roku 1950 vysazena ve Francii až na 40.000 hektarech vinic, ale po zákazu pěstování hybridních odrůd pro výrobu jakostních vín byly osazené plochy drasticky zredukovány. Odrůda je nyní populární na východním pobřeží USA, ve státech New York, Severní Karolína a Nová Anglie, kde jsou z ní vyráběna zajímavá, příjemná a pitelná rosé a též temně červená vína v úpravě barrique, která jsou typická poměrně značnou hořčinkou. Odrůda je častým partnerem při šlechtění nových odrůd, například Breidecker a Cabernet Cantor v Německu, Villard Noir a Chambourcin ve Francii.

## Popis
Réva odrůdy Hibernal je jednodomá dřevitá pnoucí liána, dorůstající v kultuře až několika metrů. Kmen tloušťky až několik centimetrů je pokryt světlou borkou, která se loupe v pruzích. Úponky umožňují této rostlině pnout se po pevných předmětech. Růst je středně bujný až bujný se vzpřímenými až polovzpřímenými letorosty. Vrcholky letorostů jsou otevřené, slabě pigmentované antokyaniny, světle zelené s hnědavým nádechem, slabě pavučinovitě až velmi slabě bíle vlnatě ochmýřené. Mladé lístky jsou zelené se slabým bronzovým nádechem. Jednoleté réví je žlutavě hnědé.
List je středně velký až velký, nečleněný až pětilaločnatý s velmi mělkými horními bočními výkroji. Tvar čepele je srdcovitý, vrchní strana čepele je tmavozelená, lehce vrásčitá, zvlněná, středně puchýřnatá. Řapíkový výkroj je úzce otevřený, ve tvaru písmene V, až mírně překrytý, řapík je středně dlouhý, zelený, s ojedinělými štětinkami, žilnatina listu je takřka bez pigmentace antokyaniny.
Oboupohlavní květy v hroznovitých květenstvích jsou žlutozelené, samosprašné. Plodem je malá až středně velká (14 mm), kulatá bobule, jejíž slupka je žlutozelená, u přezrálých hroznů až růžovošedá, dužnina je bez zbarvení, řídká až mírně sliznatá, sladké, neutrální až jemně kořenité chuti. Hrozen je malý až středně velký (112 g), válcovitě-kuželovitý, středně hustý až hustý, mírně křídlatý, se středně dlouhou stopkou.

## Původ a rozšíření
Hibernal je interspecifická, pozdní moštová odrůda révy. Vyšlechtil ji roku 1944 Dr. Helmut Becker v Ústavu pro šlechtění révy vinné v Geisenheimu, v oblasti Rheingau v Německu, jako semenáč druhé, filiální generace křížení Seibel 7053 (Chancellor) a Ryzlink rýnský, klon 239 Gm. V matematické řeči jednoduše (Seibel 7053 x RR, klon 239 Gm) x (Seibel 7053 x RR, klon 239 Gm).
Genetický profil odrůdy: 78,9 % Vitis vinifera, 5,1 % Vitis labrusca, 13,3 % Vitis rupestris, 2 % Vitis riparia, 0,8 % Vitis lincecumii. 
Odrůda byla roku 2004 v Německu pěstována na ploše, nepřevyšující 100 hektarů, dále ji najdeme ve Švýcarsku či v Kanadě (roku 1991 na 4,46 ha).
První pokusy byly prováděny na VŠZ Brno, pracoviště zahradnického oboru v Lednici na Moravě v 80. letech, poloprovozní pokusy od roku 1987 ve sdružení Resistant Velké Bílovice, kde bylo 0,6 ha, ze kterých byly sklizeny první hrozny pro reprezentativní množství vína.
Do Státní odrůdové knihy České republiky byla odrůda zapsána v roce 2004. Udržovatelem odrůdy v ČR je Vilém Kraus z Mlazic u Mělníka, vnuk Prof. Viléma Krause. Roku 2010 byla pěstována na ploše 33 ha, průměrné stáří vinic v té době činilo 5 let, osazené plochy vinic mají rostoucí tendenci. Je vhodná k pěstování v obou vinařských oblastech a zdá se být perspektivní odrůdou.

## Název
Název odrůdy navrhl Prof. Vilém Kraus je spojen s její předpokládanou schopností dobře odolávat zimním mrazům a každopádně vychází z latiny, ať už z přídavného jména „hibernus, hiberna“, tedy „zimní“, či ze slovesa „hiberno“, v překladu „přezimovat“. Pracovní název odrůdy byl Gm 322-58 či Geisenheim 322-58, někdy užívané synonymum je Hybernal.

## Pěstování
Proti poškození zimními mrazy je odrůda odolná, stejně jako její rodič, Ryzlink rýnský. Mrazu je schopna odolávat až do −25 °C. K jarním mrazům je naopak velmi citlivá, vzhledem k velmi ranému rašení. Odrůda nemá sklon ke sprchávání. Podnože volíme podle typu půd a tvaru keře. Vhodné jsou K 5BB, T 5C a SO-4. Hibernal se hodí pro všechny způsoby vedení, snáší dlouhý i krátký řez. Výnosy jsou obdobné, jako u Ryzlinku rýnského, průměrná cukernatost o něco vyšší a acidita o 3 promile nižší. Výnos je v prvních letech středně vysoký, 10–14 t/ha, dosahovaná cukernatost moštu 19–24 °NM a obsah kyselin 8,5–12 g/1. Ve zkouškách pro registraci bylo dosaženo v tříletém průměru 9,5 t/ha o průměrné cukernatosti téměř 22° NM.

### Fenologie
Doba rašení oček a doba květu je raná . Sklizňová zralost začíná 1–2 týdny před Ryzlinkem rýnským, sklízí se počátkem až do poloviny října. Suma aktivních teplot (SAT) 2800 °C.

### Choroby a škůdci
Odrůda velmi dobře odolává padlí révovému (Uncinula necator) naopak k plísni révové (Plasmopara viticola) je velmi citlivá, proti napadení plísní šedou (Botrytis cinerea) v době květu je rovněž citlivá a není výjimkou časté poškození květenství, především koncové částí, která zasychá. Na jaře se doporučuje postřik proti plísni révové a botrytidě před květem i po odkvětu.

### Poloha a půdy
Vzhledem k délce vegetační doby je odrůda náročnější na stanoviště, vyžaduje svahovité polohy s výbornou expozicí k slunečnímu záření. Na půdy náročná není, snáší dobře i vyšší obsah vápníku, nesnáší však extrémně suché půdy, ideální jsou písčité až hlinitopísčité, s velmi dobrým obsahem živin a dobrou vododržností. V těžkých půdách se v některých letech, při přezrání hroznů, mohou ve víně vyskytnout nepříjemné bezinkové tóny.

## Víno
Hibernal je vhodný k produkci kvalitních přívlastkových vín a jako PIWI odrůda též k výrobě biovín. Odrůdová vína jsou značně rozdílná, odrůda velmi ctí terroir, charakterem mohou připomínat vína odrůd Ryzlink rýnský či Sauvignon, ale někdy též vína odrůd Neuburské nebo Rulandské šedé z chladnějších oblastí.
Hrozny jsou vhodné pro výrobu vín technologií sur lie a pro tvorbu výběrů z hroznů a z bobulí. Kvůli slizovité dužině je vhodné při zpracování použít enzymatické preparáty a speciální kmeny kvasinek, zlepší výlisnost a pozitivně ovlivní aromatičnost vína. Též je vhodné použít kvašení za nízkých teplot (15 °C) pro tvorbu výrazného ovocitého a květinového aroma. Při cukernatosti 23 °NM a více je vhodné pracovat s teplotami 18–22 °C a nenechat víno prokvasit úplně do sucha. Víno získá výrazné tělo a zároveň harmonický poměr kyselin a cukrů.
Typické odrůdové víno má zelenožlutou barvu, vůně je intenzivní, příjemně ovocitá, chuť plná, velmi extraktivní, typicky kořenitá. V odrůdovém víně je vyšší obsah kyselin, ve výběrech jemná harmonie. Ve vůni a chuti můžeme hledat černý rybíz, angrešt, ananas, broskev, grapefruit, červený pomeranč, kiwi, jablko, hrušku, meruňku, jemné květinové tóny, v odchodu někdy též jemnou hořčinku. Víno je vhodné k archivaci.

### Stolování
Hibernal můžeme podávat k předkrmům, rybám nebo k mořským plodům. Sladké výběry se dobře hodí k dezertům.

### Multimédia
- Ing. Radek Sotolář : Multimediální atlas podnožových, moštových a stolních odrůd révy, Mendelova zemědělská a lesnická universita Brno, zahradnická fakulta v Lednici
- Martin Šimek : Encyklopédie všemožnejch odrůd révy vinné z celýho světa s přihlédnutím k těm, co již ouplně vymizely, 2008–2012